# غينيا في الألعاب الأولمبية
غينيا في الألعاب الأولمبية  تقوم اللجنة الأولمبية الوطنية الرياضية الغينية بالإشراف في شؤون مشاركة غينيا في الألعاب الأولمبية، شاركت غينيا أول مرة في الألعاب الأولمبية في دورة 1968 في مكسيكو سيتي في المكسيك، لم تفز غينيا حتى الآن بأي ميدالية أولمبية.